# Gomunice (stacja kolejowa)
Gomunice – stacja kolejowa na linii nr 1 Warszawa Zachodnia – Katowice w Gomunicach (powiat radomszczański). Na stacji zatrzymują się tylko pociągi osobowe. Otwarta w 1860 roku.

## Ruch pasażerski[3]
| Rok  | Wymiana pasażerska na dobę |
| ---- | -------------------------- |
| 2017 | 50-99                      |
| 2018 | 100-149                    |
| 2019 | 100-149                    |
| 2020 | 50-99                      |
| 2021 | 50-99                      |
| 2022 | 100-149                    |
| 2023 | 200-299                    |
| 2024 | 200-299                    |

## Połączenia
- Radomsko
- Piotrków Trybunalski
- Koluszki
- Częstochowa
- Łódź Fabryczna